# Geografia antropica

In nero sulla mappa sono evidenziati i casi di colera verificatisi a Londra durante l'epidemia del 1854

La geografia antropica, chiamata anche geografia umana o antropogeografia, è la scienza dedicata all'analisi della distribuzione, della localizzazione e dell'organizzazione spaziale dei fatti umani. Tale scienza è composta da un aspetto sincronico, ovvero l'analisi dei progetti organizzativi umani presenti nel mondo in un determinato periodo, e da un aspetto diacronico, ovvero l'analisi dei processi che nel corso del tempo hanno condotto alla formazione di tali assetti.
Questa branca include gli aspetti culturali, economici, sociali e politici della geografia. Privilegiando la ricerca degli elementi soggettivi nel rapporto uomo-territorio, sovente si avvale di discipline quali le scienze sociali (in particolare sociologia, economia e psicologia), o di forme comunicative come la letteratura e le espressioni artistiche, specie in ambito regionale o nazionale.

## La svolta umanistica del pensiero della geografia
Nel corso  del XX secolo, degli esponenti del pensiero geografico presero le distanze dalle  teorie strutturaliste, che riducevano il territorio ad una realtà spiegata in termini di causa-effetto, non tenendo conto della "soggettività" dei singoli individui, intesi nella loro specificità. La geografia umanistica pose il "soggetto" al centro di ogni rappresentazione del territorio ed allo stesso modo  considerarono il territorio  esclusivamente in relazione all'individuo.
Porre al centro l'uomo significa partire dalle condizioni esistenziali dell'essere umano, analizzando in quale modo egli interpreta, vive e percepisce il territorio, quali valori gli attribuisce e come proietta se stesso nello spazio esterno. La geografia umana privilegia la categoria concettuale del paesaggio rispetto a quella funzionalista e strutturalistica dello spazio alla quale non interessano gli elementi di omogeneità, i sentimenti e le percezioni che ci gravitano attorno, bensì solo le identità geografiche dei singoli luoghi. Dalla topografia degli spazi, quindi, si passa alla geografia dei luoghi.
In geografia umana, il movimento umanistico che si basò su dimensioni di analisi letterarie ed artistiche conobbe un declino a partire dalla metà degli anni ottanta del novecento; molte delle sue istanze confluirono in una nascente geografia culturale che riscrisse i temi degli argomenti della geografia umana in un'ottica più ampia e comprensiva.